# Wyniesienie Lord Howe
Wyniesienie Lord Howe (dawniej Wzniesienie Lorda Howe, Wyniesienie Lorda Howe’a) – wyniesienie dna Oceanu Spokojnego między Morzem Koralowym a Nową Zelandią. 

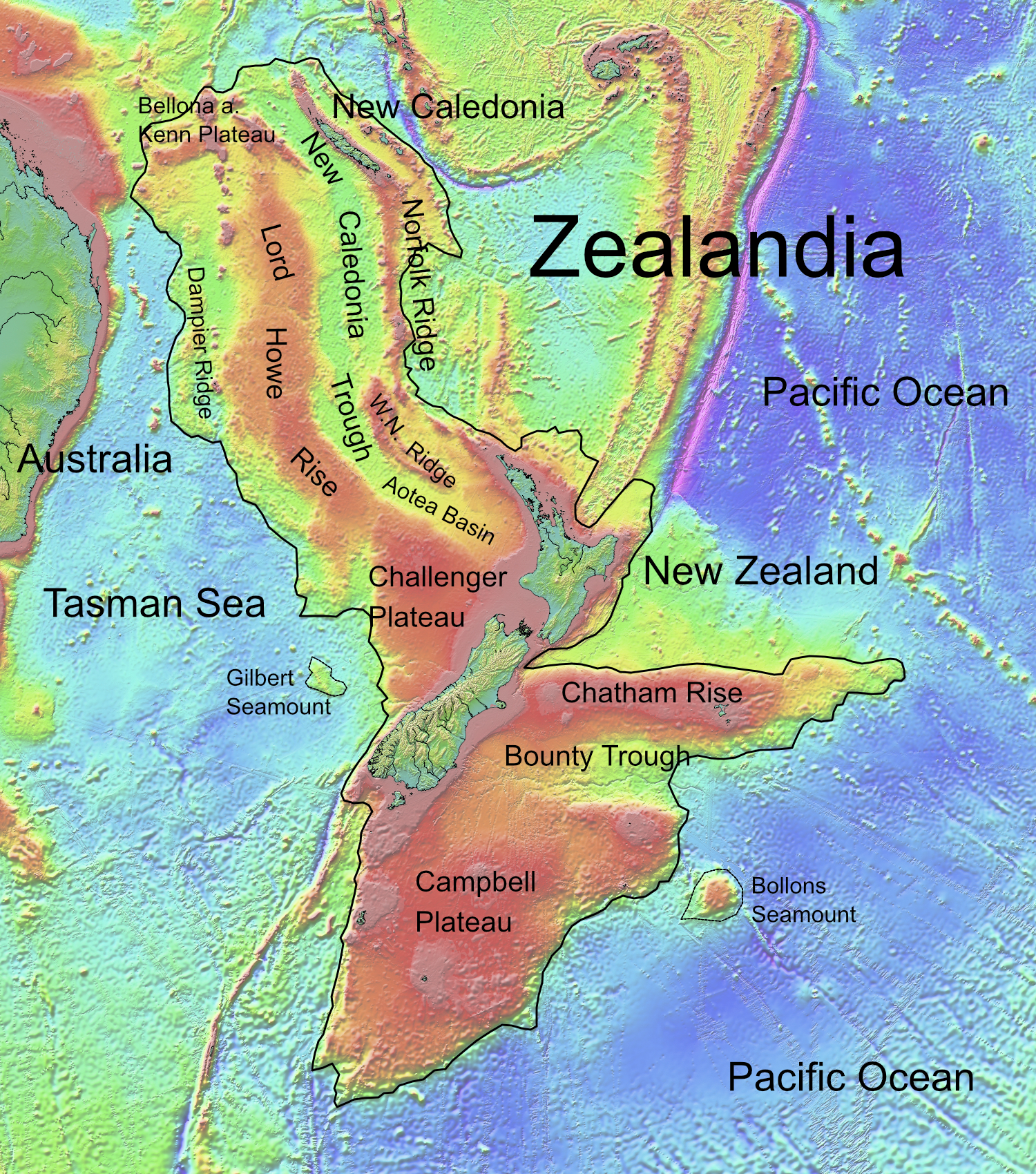
Jednostki geomorfologiczne Zelandii. Wyniesienie Lord Howe (Lord Howe Rise) jest jej północno-wschodnią częścią.

Wyniesienie jest podłużne, ale szersze niż typowy grzbiet podmorski, dochodząc do 450 km. Długie jest na ok. 2400 km. Zasadnicza część wyniesienia leży poniżej 1020 m pod poziomem morza, ale niektóre szczyty wznoszą się ponad jego poziom, tworząc wyspy wulkaniczne. Największą z nich jest Lord Howe, leżąca mniej więcej na jego środku, patrząc południkowo, i na zachodnim stoku. 
Wyniesienie leży pod Morzem Tasmana. Na wschód od niego leży Basen Nowokaledoński, na zachód Grzbiet Dampiera. Wraz z Nową Zelandią i kilkoma innymi wyniesieniami tworzy mikrokontynent Zelandia.